# Karina Pacheco
Karina Pacheco Medrano (Cusco, 1969) es una escritora, editora y antropóloga peruana. En 2022 obtuvo el Premio Nacional de Literatura del Perú en la categoría de novela con la obra El año del viento.

## Biografía
Karina Pacheco pasó su infancia y adolescencia en su ciudad natal, Cusco, que dejó a los 16 años. Concluyó los estudios escolares en Estados Unidos y regresó al Perú a estudiar antropología. Se graduó como licenciada en antropología en la Universidad Nacional San Antonio Abad del Cusco con la tesis titulada «Productores de coca en los valles de La Convención y Lares». Posteriormente vivió 12 años en España, donde hizo su doctorado en Antropología de América y el máster en Desigualdad, Cooperación y Desarrollo en la Universidad Complutense de Madrid. Ha publicado libros y artículos especializados en temas de cultura, desarrollo, racismo y discriminación.
Debutó en la literatura con la novela La voluntad del molle, publicada en 2006; desde entonces ha practicado tanto este género como el cuento y ambos ha obtenido numerosos premios. Sus relatos han sido antologados y publicados en diversos medios y ella misma ha hecho de antologadora y editora de Cusco, espejo de cosmografías. Antología de relato iberoamericano, 2014, y K’intu. Historias, memorias y recorridos de la hoja de coca. Antología, siglos XVI-XXI, 2021.
Dirige la editorial Ceques Editores, con sede en Cusco, editorial independiente especializada en Historia, Antropología y Literatura, para la que ha traducido del inglés y del francés libros como: The Inca Civilization in Cuzco, de Tom Zuidema; la nueva edición de La Vision des Vaincus, así como Paradis du Nouveau Monde, de Nathan Wachtel. .
Karina es aficionada al montañismo, que practica en su tiempo libre.

## Obras

### Novelas
- La voluntad del molle, Ed. San Marcos, Lima, 2006; Fondo de Cultura Económica, Lima, 2016; Seix Barral, Lima 2021.
- No olvides nuestros nombres, Ed. San Marcos, Lima, 2009; Ministerio de Cultura DDC Cusco, 2014.
- La sangre, el polvo, la nieve, San Marcos, Lima, 2010; Seix Barral, Lima, 2021.
- Cabeza y orquídeas, Borrador Editores, Lima, 2012.
- El bosque de tu nombre, Ceques Editores, Cusco, 2013; Seix Barral, Lima, 2019.
- Las orillas del aire, Seix Barral, 2017.
- El año del viento, Seix Barral, Lima, 2021.

### Cuentos
- Alma alga, Borrador, Lima, 2010
- El sendero de los rayos, Ceques, Cusco, 2013
- Miradas, antología de 8 relatos (7 de los dos cuentarios anteriores y 1 inédito);[5] Gobierno Regional del Cusco, 2015
- Lluvia, 9 textos;[5] Seix Barral, 2018
- Niños del pájaro azul, Alfaguara, 2024

## Premios
- Premio Nacional de Literatura 2022 por su novela El año del viento.
- Premio Nacional de Novela Federico Villarreal 2010 por Cabeza y orquídeas.
- Premio Luces y Artes de El Comercio al mejor libro de cuentos de 2013 por El sendero de los rayos[6]
- Premio Regional de Novela del Instituto Nacional de Cultura de Cusco 2008 por No olvides nuestros nombres.
- Mención especial, Premio Nacional de Literatura 2018 por Las orillas del aire.[4]